# Arp 272
Arp 272 è una coppia di galassie interagenti situata nella costellazione di Ercole alla distanza di circa 480 milioni di anni luce dalla Terra. È catalogata nell'Atlas of Peculiar Galaxies redatto da Halton Arp nel 1966.
La coppia è formata da due galassie spirali NGC 6050 e IC 1179. Arp 272 fa parte dell'Ammasso di Ercole (Abell 2151) che a sua volta è parte della Grande muraglia CfA2.
Le due galassie appaiono fisicamente in relazione attraverso i bracci di spirali. Nel punto di contatto si intravede un'altra piccola galassia denominata SDSSCGB 4240.3 (o PGC 4019986).